# Phidiana hiltoni
Phidiana hiltoni is een slakkensoort uit de familie van de Facelinidae. De wetenschappelijke naam van de soort is voor het eerst geldig gepubliceerd in 1927 door O'Donoghue.